# Gualdino do Carmo da Silva

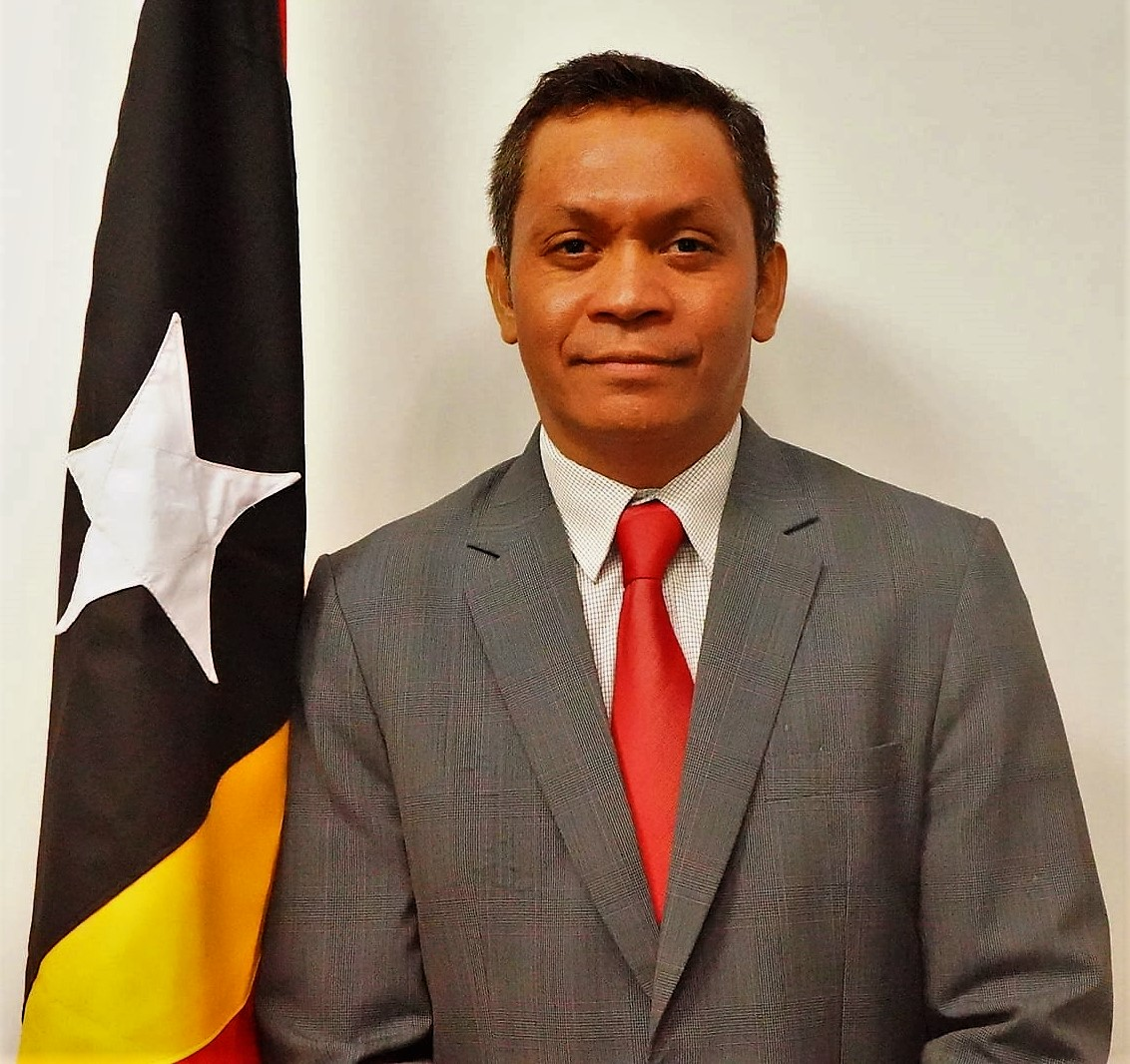
Gualdino do Carmo da Silva

Gualdino do Carmo da Silva ist ein osttimoresischer Geologe und Beamter.
Silva absolvierte sein Studium als Bachelor der Geologie an der RMIT University in Melbourne (Australien).
2006 begann Silva für die Timor Sea Designated Authority (TSDA), die Vorgängerin der Autoridade Nacional do Petróleo e Minerais (ANPM), als Geologe zu arbeiten. 2007 wurde er zum Exekutivdirektor der TSDA ernannt. 2008 wurde Silva zum Präsidenten der Autoridade Nacional do Petróleo (ANP) ernannt. 2019 erfolgte die Umwandlung der ANP in die ANPM.
Am 29. Juli 2020  wurde Silva von Florentino Mateus Soares Ferreira als Präsident der ANPM abgelöst, wurde aber am 13. September 2023 zum Vorsitzenden des Exekutivrates der Autoridade Nacional do Petróleo (ANP), die aus der Aufspaltung der ANPM entstanden war.